# 2002 FIFAワールドカップ・南米予選
2002 FIFAワールドカップ・南米予選は、南米地区の2002 FIFAワールドカップ・予選である。南米サッカー連盟に加盟する10カ国でホーム・アンド・アウェー方式で行われた。本大会出場枠は4.5。予選5位のウルグアイはオーストラリアとの大陸間プレーオフを制し出場を決めた。

## 最終順位
| チーム       | 試 | 勝 | 分 | 敗 | 得 | 失 | 差  | 点 |
| ------------ | -- | -- | -- | -- | -- | -- | --- | -- |
| アルゼンチン | 18 | 13 | 4  | 1  | 42 | 15 | +27 | 43 |
| エクアドル   | 18 | 9  | 4  | 5  | 23 | 20 | +3  | 31 |
| ブラジル     | 18 | 9  | 3  | 6  | 31 | 17 | +14 | 30 |
| パラグアイ   | 18 | 9  | 3  | 6  | 29 | 23 | +6  | 30 |
| ウルグアイ   | 18 | 7  | 6  | 5  | 19 | 13 | +6  | 27 |
| コロンビア   | 18 | 7  | 6  | 5  | 20 | 15 | +5  | 27 |
| ボリビア     | 18 | 4  | 6  | 8  | 21 | 33 | −12 | 18 |
| ペルー       | 18 | 4  | 4  | 10 | 14 | 25 | −11 | 16 |
| ベネズエラ   | 18 | 5  | 1  | 12 | 18 | 44 | −26 | 16 |
| チリ         | 18 | 3  | 3  | 12 | 15 | 27 | −12 | 12 |

| チーム  | チーム       | AWAY             | AWAY           | AWAY         | AWAY           | AWAY           | AWAY           | AWAY         | AWAY       | AWAY       | AWAY     |
| チーム  | チーム       | アルゼンチンの旗 | エクアドルの旗 | ブラジルの旗 | パラグアイの旗 | ウルグアイの旗 | コロンビアの旗 | ボリビアの旗 | ペルーの旗 | ベネズエラ | チリの旗 |
| ------- | ------------ | ---------------- | -------------- | ------------ | -------------- | -------------- | -------------- | ------------ | ---------- | ---------- | -------- |
| H O M E | アルゼンチン | X                | 2-0            | 2-1          | 1-1            | 2-1            | 3-0            | 1-0          | 2-0        | 5-0        | 4-1      |
| H O M E | エクアドル   | 0-2              | X              | 1-0          | 2-1            | 1-1            | 0-0            | 2-0          | 2-1        | 2-0        | 1-0      |
| H O M E | ブラジル     | 3-1              | 3-2            | X            | 2-0            | 1-1            | 1-0            | 5-0          | 1-1        | 2-0        | 2-0      |
| H O M E | パラグアイ   | 2-2              | 3-1            | 2-1          | X              | 1-0            | 0-4            | 5-1          | 5-1        | 3-0        | 1-0      |
| H O M E | ウルグアイ   | 1-1              | 4-0            | 1-0          | 0-1            | X              | 1-1            | 1-0          | 0-0        | 3-1        | 2-1      |
| H O M E | コロンビア   | 1-3              | 0-0            | 0-0          | 0-2            | 1-0            | X              | 2-0          | 0-1        | 3-0        | 3-1      |
| H O M E | ボリビア     | 3-3              | 1-5            | 3-1          | 0-0            | 0-0            | 1-1            | X            | 1-0        | 5-0        | 1-0      |
| H O M E | ペルー       | 1-2              | 1-2            | 0-1          | 2-0            | 0-2            | 0-1            | 1-1          | X          | 1-0        | 3-1      |
| H O M E | ベネズエラ   | 0-4              | 1-2            | 0-6          | 3-1            | 2-0            | 2-2            | 4-2          | 3-0        | X          | 0-2      |
| H O M E | チリ         | 0-2              | 0-0            | 3-0          | 3-1            | 0-1            | 0-1            | 2-2          | 1-1        | 0-2        | X        |

- アルゼンチン、エクアドル、ブラジル、パラグアイが本大会出場。
- ウルグアイはCONMEBOL-OFC大陸間プレーオフに進出。

## 対戦結果

### 第1節
| 2000年3月28日 21:00 (UTC-5) |

| コロンビア | 0 - 0    | ブラジル |
|            | レポート |          |

| エスタディオ・ネメシオ・カマーチョ（ボゴタ） 観客数: 42,000人 主審: グスタボ・メンデス |

| 2000年3月29日 12:00 (UTC-5) |

| エクアドル                    | 2 - 0    | ベネズエラ |
| デルガド 18分 · アギナガ 57分 | レポート |            |

| エスタディオ・カサ・ブランカ（キト） 観客数: 37,288人 主審: エドゥアルド・ウンベルト・ガンボア・ラトゥルニエーレ |

| 2000年3月29日 19:30 (UTC-3) |

| ウルグアイ    | 1 - 0    | ボリビア |
| ガルシア 26分 | レポート |          |

| エスタディオ・センテナリオ（モンテビデオ） 観客数: 49,811人 主審: アントニオ・ペレイラ・ダ・シウヴァ |

| 2000年3月29日 21:45 (UTC-5) |

| ペルー                                 | 2 - 0    | パラグアイ |
| ソラーノ 55分 (pen.) · パラシオス 60分 | レポート |            |

| エスタディオ・ナシオナル（リマ） 観客数: 45,042人 主審: オラシオ・エリソンド |

| 2000年3月29日 21:30 (UTC-3) |

| アルゼンチン                                                    | 4 - 1    | チリ          |
| バティストゥータ 9分 · ベロン 33分, 71分 (pen.) · C.ロペス 87分 | レポート | テージョ 29分 |

| エスタディオ・モヌメンタル・アントニオ・ベスプチオ・リベルティ（ブエノスアイレス） 観客数: 46,374人 主審: バイロン・モレノ |

### 第2節
| 2000年4月26日 12:00 (UTC-4) |

| ボリビア        | 1 - 1    | コロンビア          |
| サンチェス 16分 | レポート | カスティージョ 32分 |

| エルナンド・シレス競技場（ラパス） 観客数: 35,500人 主審: ホセ・アラナ |

| 2000年4月26日 19:00 (UTC-4) |

| ベネズエラ | 0 - 4    | アルゼンチン                                       |
|            | レポート | アジャラ 8分 · オルテガ 24分, 77分 · クレスポ 89分 |

| エスタディオ・ホセ・パチェンチョ・ロメロ（マラカイボ） 観客数: 19,355人 主審: カルロス・アマリージャ |

| 2000年4月26日 19:00 (UTC-4) |

| パラグアイ    | 1 - 0    | ウルグアイ |
| アジャラ 35分 | レポート |            |

| エスタディオ・ディフェンソーレス・デル・チャコ（アスンシオン） 観客数: 18,350人 主審: アンヘル・サンチェス |

| 2000年4月26日 21:00 (UTC-4) |

| チリ          | 1 - 1    | ペルー    |
| マルガス 42分 | レポート | ハヨ 38分 |

| エスタディオ・ナシオナル（サンティアゴ） 観客数: 44,979人 主審: エピファニオ・ゴンサレス |

| 2000年4月26日 21:50 (UTC-3) |

| ブラジル                          | 3 - 2    | エクアドル                          |
| リバウド 18分, 51分 · ザーゴ 43分 | レポート | アギナガ 12分 · デ・ラ・クルス 75分 |

| エスタジオ・ド・モルンビー（サンパウロ） 観客数: 64,738人 主審: エンリ・セルバンテス |

### 第3節
| 2000年6月3日 17:00 (UTC-3) |

| ウルグアイ                  | 2 - 1    | チリ                   |
| シルバ 35分 · モンテロ 42分 | レポート | サモラーノ 39分 (pen.) |

| エスタディオ・センテナリオ（モンテビデオ） 観客数: 60,000人 主審: ロベルト・トロクセレル・アヤラ |

| 2000年6月3日 18:15 (UTC-4) |

| パラグアイ                          | 3 - 1    | エクアドル      |
| トレド 10分 · ブリスエラ 42分, 63分 | レポート | グラシアニ 87分 |

| エスタディオ・ディフェンソーレス・デル・チャコ（アスンシオン） 観客数: 22,000人 主審: グスタボ・ガジェシオ・グレコ |

| 2000年6月4日 15:00 (UTC-3) |

| アルゼンチン  | 1 - 0    | ボリビア |
| G.ロペス 83分 | レポート |          |

| エスタディオ・モヌメンタル・アントニオ・ベスプチオ・リベルティ（ブエノスアイレス） 観客数: 50,669人 主審: マルシオ・レゼンデ・デ・フレイタス |

| 2000年6月4日 15:15 (UTC-5) |

| ペルー | 0 - 1    | ブラジル    |
|        | レポート | ザーゴ 34分 |

| エスタディオ・ナシオナル（リマ） 観客数: 45,000人 主審: ダニエル・ヒメネス |

| 2000年6月4日 17:45 (UTC-5) |

| コロンビア                                                 | 3 - 0    | ベネズエラ |
| ビベロス 27分 · コルドバ 42分 (pen.) · バレンシアーノ 89分 | レポート |            |

| エスタディオ・ネメシオ・カマーチョ（ボゴタ） 観客数: 20,854人 主審: オスカル・ゴドイ |

### 第4節
| 2000年6月28日 19:00 (UTC-4) |

| ベネズエラ                                                               | 4 - 2    | ボリビア                          |
| メア・ビタリ 24分 · モラン 38分 · サバレセ 61分 · トルトレロ 68分 (pen.) | レポート | モレノ 49分 · バルディビエソ 58分 |

| エスタディオ・ポリデポルティーボ・デ・プエブロ・ヌエボ（サン・クリストバル） 観客数: 7,000人 主審: ロヘル・サンブラーノ |

| 2000年6月28日 21:45 (UTC-3) |

| ブラジル             | 1 - 1    | ウルグアイ |
| リバウド 85分 (pen.) | レポート | シルバ 5分 |

| エスタジオ・ド・マラカナン（リオ・デ・ジャネイロ） 観客数: 50,000人 主審: オスカル・ルイス |

| 2000年6月29日 16:00 (UTC-5) |

| エクアドル                    | 2 - 1    | ペルー        |
| チャラ 14分 · ウルタード 51分 | レポート | パフエロ 73分 |

| エスタディオ・オリンピコ・アタウアルパ（キト） 観客数: 40,167人 主審: カルロス・エウジェニオ・シモン |

| 2000年6月29日 19:45 (UTC-4) |

| チリ                                                      | 3 - 1    | パラグアイ    |
| カニサ 19分 (o.g.) · サラス 35分 · サモラーノ 80分 (pen.) | レポート | カルドー 71分 |

| エスタディオ・ナシオナル（サンティアゴ） 観客数: 53,970人 主審: クラウディオ・マルティン |

| 2000年6月29日 20:30 (UTC-5) |

| コロンビア    | 1 - 3    | アルゼンチン                                |
| オビエド 26分 | レポート | バティストゥータ 23分, 44分 · クレスポ 75分 |

| エスタディオ・ネメシオ・カマーチョ（ボゴタ） 観客数: 43,246人 主審: ホルヘ・ラリオンダ |

### 第5節
| 2000年7月18日 19:30 (UTC-3) |

| ウルグアイ                              | 3 - 1    | ベネズエラ    |
| オリベラ 28分, 90+2分 · ロドリゲス 53分 | レポート | ノリエガ 23分 |

| エスタディオ・センテナリオ（モンテビデオ） 観客数: 58,000人 主審: レネ・オルトゥベ |

| 2000年7月18日 20:45 (UTC-4) |

| パラグアイ                   | 2 - 1    | ブラジル      |
| パレデス 6分 · カンポス 83分 | レポート | リバウド 74分 |

| エスタディオ・ディフェンソーレス・デル・チャコ（アスンシオン） 観客数: 40,000人 主審: ホルヘ・ラリオンダ |

| 2000年7月19日 16:00 (UTC-4) |

| ボリビア      | 1 - 0    | チリ |
| スアレス 85分 | レポート |      |

| エルナンド・シレス競技場（ラパス） 観客数: 35,412人 主審: フアン・トロ・レンドン |

| 2000年7月19日 21:00 (UTC-3) |

| アルゼンチン                  | 2 - 0    | エクアドル |
| クレスポ 29分 · C.ロペス 49分 | レポート |            |

| エスタディオ・モヌメンタル・アントニオ・ベスプチオ・リベルティ（ブエノスアイレス） 観客数: 44,199人 主審: ダニル・ベージョ |

| 2000年7月19日 21:10 (UTC-5) |

| ペルー | 0 - 1    | コロンビア    |
|        | レポート | アンヘル 48分 |

| エスタディオ・ナシオナル（リマ） 観客数: 32,207人 主審: マリオ・サンチェス・ヤンテン |

### 第6節
| 2000年7月25日 16:00 (UTC-5) |

| エクアドル | 0 - 0    | コロンビア |
|            | レポート |            |

| エスタディオ・オリンピコ・アタウアルパ（キト） 観客数: 37,617人 主審: ウバルド・アキノ |

| 2000年7月25日 20:00 (UTC-4) |

| ベネズエラ | 0 - 2    | チリ                          |
|            | レポート | タピア 70分 · サモラーノ 89分 |

| エスタディオ・ポリデポルティーボ・デ・プエブロ・ヌエボ（サン・クリストバル） 観客数: 14,880人 主審: エクトル・バルダッシ |

| 2000年7月26日 19:30 (UTC-3) |

| ウルグアイ | 0 - 0    | ペルー |
|            | レポート |        |

| エスタディオ・センテナリオ（モンテビデオ） 観客数: 54,345人 主審: オスカル・ゴドイ |

| 2000年7月26日 21:45 (UTC-3) |

| ブラジル                                 | 3 - 1    | アルゼンチン      |
| アレックス 5分 · ヴァンペッタ 45分, 50分 | レポート | アルメイダ 45+1分 |

| エスタディオ・ド・モルンビー（サンパウロ） 観客数: 80,000人 主審: グスタボ・メンデス |

| 2000年7月27日 16:10 (UTC-4) |

| ボリビア | 0 - 0    | パラグアイ |
|          | レポート |            |

| エルナンド・シレス競技場（ラパス） 観客数: 39,142人 主審: ルシアノ・アルメイダ |

### 第7節
| 2000年8月15日 18:00 (UTC-5) |

| コロンビア          | 1 - 0    | ウルグアイ |
| カスティージョ 75分 | レポート |            |

| エスタディオ・ネメシオ・カマーチョ（ボゴタ） 観客数: 31,000人 主審: ダニエル・ヒメネス |

| 2000年8月15日 21:30 (UTC-4) |

| チリ                                          | 3 - 0    | ブラジル |
| エスタイ 25分 · サモラーノ 43分 · サラス 74分 | レポート |          |

| エスタディオ・ナシオナル（サンティアゴ） 観客数: 64,671人 主審: エピファニオ・ゴンサレス |

| 2000年8月16日 16:00 (UTC-5) |

| エクアドル          | 2 - 0    | ボリビア |
| デルガド 17分, 59分 | レポート |          |

| エスタディオ・カサ・ブランカ（キト） 観客数: 25,000人 主審: ルイス・ソロルサーノ |

| 2000年8月16日 21:00 (UTC-3) |

| アルゼンチン    | 1 - 1    | パラグアイ      |
| アイマール 66分 | レポート | アクーニャ 60分 |

| エスタディオ・モヌメンタル・アントニオ・ベスプチオ・リベルティ（ブエノスアイレス） 観客数: 46,000人 主審: アントニオ・ペレイラ・ダ・シウヴァ |

| 2000年8月16日 21:00 (UTC-5) |

| ペルー          | 1 - 0    | ベネズエラ |
| パラシオス 69分 | レポート |            |

| エスタディオ・ナシオナル（リマ） 観客数: 41,084人 主審: バイロン・モレノ |

### 第8節
| 2000年9月2日 18:00 (UTC-4) |

| パラグアイ                                        | 3 - 0    | ベネズエラ |
| ゴンサレス 30分 · カルドーソ 34分 · パレデス 43分 | レポート |            |

| エスタディオ・ディフェンソーレス・デル・チャコ（アスンシオン） 観客数: 40,000人 主審: フアン・パニアグア |

| 2000年9月2日 20:30 (UTC-4) |

| チリ | 0 - 1    | コロンビア          |
|      | レポート | カスティージョ 66分 |

| エスタディオ・ナシオナル（サンティアゴ） 観客数: 60,000人 主審: グスタボ・ガジェシオ・グレコ |

| 2000年9月3日 15:00 (UTC-3) |

| ウルグアイ                                                      | 4 - 0    | エクアドル |
| マガジャネス 15分 · シルバ 37分 · オリベラ 50分 · セドレス 86分 | レポート |            |

| エスタディオ・センテナリオ（モンテビデオ） 観客数: 62,000人 主審: エンリ・セルバンテス |

| 2000年9月3日 17:45 (UTC-5) |

| ペルー               | 1 - 2    | アルゼンチン                |
| サムエル 68分 (o.g.) | レポート | クレスポ 25分 · ベロン 37分 |

| エスタディオ・ナシオナル（リマ） 観客数: 43,951人 主審: オスカル・ルイス |

| 2000年9月3日 21:30 (UTC-3) |

| ブラジル                                                                  | 5 - 0    | ボリビア |
| ロマーリオ 11分 (pen.), 77分, 80分 · リバウド 46分 · サンディ 88分 (o.g.) | レポート |          |

| エスタジオ・ド・マラカナン（リオデジャネイロ） 観客数: 55,000人 主審: ギド・アルバラド |

### 第9節
| 2000年10月7日 20:00 (UTC-5) |

| コロンビア | 0 - 2    | パラグアイ                           |
|            | レポート | サンタ・クルス 3分 · チラベルト 89分 |

| エスタディオ・ネメシオ・カマーチョ（ボゴタ） 観客数: 42,330人 主審: オラシオ・エリソンド |

| 2000年10月8日 15:00 (UTC-4) |

| ベネズエラ | 0 - 6    | ブラジル                                                                                 |
|            | レポート | エウレル 20分 · ジュニーニョ・パウリスタ 28分 · ロマーリオ 31分, 36分, 38分 (pen.), 63分 |

| エスタディオ・ホセ・パチェンチョ・ロメロ（マラカイボ） 観客数: 6,350人 主審: ウバルド・アキノ |

| 2000年10月8日 16:00 (UTC-5) |

| エクアドル    | 1 - 0    | チリ |
| デルガド 75分 | レポート |      |

| エスタディオ・オリンピコ・アタウアルパ（キト） 観客数: 28,556人 主審: フアン・トロ・レンドン |

| 2000年10月8日 16:00 (UTC-4) |

| ボリビア     | 1 - 0    | ペルー |
| スアレス 5分 | レポート |        |

| エルナンド・シレス競技場（ラパス） 観客数: 21,791人 主審: ホセ・カルピオ |

| 2000年10月8日 20:00 (UTC-3) |

| アルゼンチン                            | 2 - 1    | ウルグアイ           |
| ガジャルド 27分 · バティストゥータ 41分 | レポート | アジャラ 49分 (o.g.) |

| エスタディオ・モヌメンタル・アントニオ・ベスプチオ・リベルティ（ブエノスアイレス） 観客数: 48,792人 主審: マルシオ・レゼンデ・デ・フレイタス |

### 第10節
| 2000年11月15日 16:00 (UTC-4) |

| ボリビア | 0 - 0    | ウルグアイ |
|          | レポート |            |

| エルナンド・シレス競技場（ラパス） 観客数: 29,112人 主審: オラシオ・エリソンド |

| 2000年11月15日 16:00 (UTC-2) |

| ブラジル                    | 1 - 0    | コロンビア |
| ロッキ・ジュニオール 90+3分 | レポート |            |

| エスタジオ・ド・モルンビー（サンパウロ） 観客数: 56,213人 主審: ホルヘ・ラリオンダ |

| 2000年11月15日 19:45 (UTC-3) |

| パラグアイ                                                                                                  | 5 - 1    | ペルー        |
| サンタ・クルス 15分 · デル・ソラール 25分 (o.g.) · カルドーソ 45分 · パレデス 65分 · チラベルト 83分 (pen.) | レポート | ガルシア 76分 |

| エスタディオ・ディフェンソーレス・デル・チャコ（アスンシオン） 観客数: 30,000人 主審: ダニエル・ヒメネス |

| 2000年11月15日 19:45 (UTC-4) |

| ベネズエラ    | 1 - 2    | エクアドル                       |
| ガルシア 66分 | レポート | カビエデス 3分 · サンチェス 23分 |

| エスタディオ・ホセ・パチェンチョ・ロメロ（マラカイボ） 観客数: 6,500人 主審: エドゥア・レッカ |

| 2000年11月15日 21:40 (UTC-3) |

| チリ | 0 - 2    | アルゼンチン                  |
|      | レポート | オルテガ 27分 · ウサイン 89分 |

| エスタディオ・ナシオナル（サンティアゴ） 観客数: 56,529人 主審: カルロス・アマリージャ |

### 第11節
| 2001年3月27日 19:00 (UTC-5) |

| コロンビア                 | 2 - 0    | ボリビア |
| アンヘル 52分, 73分 (pen.) | レポート |          |

| エスタディオ・ネメシオ・カマーチョ（ボゴタ） 観客数: 29,998人 主審: ウィルソン・デ・ソウザ・メンドンサ |

| 2001年3月27日 21:30 (UTC-5) |

| ペルー                                            | 3 - 1    | チリ        |
| マエストリ 53分 · メンドーサ 72分 · ピサーロ 81分 | レポート | ナビア 61分 |

| エスタディオ・ナシオナル（リマ） 観客数: 38,901人 主審: アンヘル・サンチェス |

| 2001年3月28日 15:00 (UTC-5) |

| エクアドル    | 1 - 0    | ブラジル |
| デルガド 49分 | レポート |          |

| エスタディオ・オリンピコ・アタウアルパ（キト） 観客数: 40,800人 主審: フェリペ・ラモス |

| 2001年3月28日 19:30 (UTC-3) |

| ウルグアイ | 0 - 1    | パラグアイ        |
|            | レポート | アルバレンガ 64分 |

| エスタディオ・センテナリオ（モンテビデオ） 観客数: 50,000人 主審: ホセ・マリア・ガルシア・アランダ |

| 2001年3月28日 21:45 (UTC-3) |

| アルゼンチン                                                                | 5 - 0    | ベネズエラ |
| クレスポ 13分 · ソリン 31分 · ベロン 51分 · ガジャルド 60分 · サムエル 85分 | レポート |            |

| エスタディオ・モヌメンタル・アントニオ・ベスプチオ・リベルティ（ブエノスアイレス） 観客数: 32,000人 主審: ヒルベルト・イダルゴ |

### 第12節
| 2001年4月24日 16:00 (UTC-5) |

| エクアドル          | 2 - 1    | パラグアイ      |
| デルガド 44分, 52分 | レポート | カルドーソ 26分 |

| エスタディオ・オリンピコ・アタウアルパ（キト） 観客数: 30,145人 主審: アンヘル・サンチェス |

| 2001年4月24日 19:15 (UTC-4) |

| ベネズエラ                    | 2 - 2    | コロンビア                      |
| ロンドン 22分 · アランゴ 82分 | レポート | ベドジャ 83分 · ボニージャ 88分 |

| エスタディオ・ポリデポルティーボ・デ・プエブロ・ヌエボ（サン・クリストバル） 観客数: 19,000人 主審: ギド・アロス |

| 2001年4月24日 21:00 (UTC-4) |

| チリ | 0 - 1    | ウルグアイ           |
|      | レポート | ディアス 12分 (o.g.) |

| エスタディオ・ナシオナル（サンティアゴ） 観客数: 45,676人 主審: オラシオ・エリソンド |

| 2001年4月25日 19:00 (UTC-4) |

| ボリビア                              | 3 - 3    | アルゼンチン                      |
| パス 39分 · コルケ 54分 · ボテロ 81分 | レポート | クレスポ 44分, 87分 · ソリン 90分 |

| エルナンド・シレス競技場（ラパス） 観客数: 35,000人 主審: オスカル・ルイス |

| 2001年4月25日 21:45 (UTC-3) |

| ブラジル        | 1 - 1    | ペルー        |
| ロマーリオ 65分 | レポート | パフエロ 77分 |

| エスタディオ・ド・モルンビー（サンパウロ） 観客数: 55,000人 主審: アブドゥル・ラフマン・アル・ゼイド |

### 第13節
| 2001年6月2日 16:00 (UTC-5) |

| ペルー       | 1 - 2    | エクアドル                      |
| ピサーロ 2分 | レポート | メンデス 11分 · デルガド 90+1分 |

| エスタディオ・モヌメンタル（リマ） 観客数: 54,236人 主審: アントニオ・マルフォ |

| 2001年6月2日 19:15 (UTC-4) |

| パラグアイ      | 1 - 0    | チリ |
| パレデス 90+2分 | レポート |      |

| エスタディオ・ディフェンソーレス・デル・チャコ（アスンシオン） 観客数: 35,000人 主審: ロドリゴ・バディージャ |

| 2001年6月3日 15:00 (UTC-3) |

| アルゼンチン                                    | 3 - 0    | コロンビア |
| ゴンサレス 22分 · C.ロペス 35分 · クレスポ 38分 | レポート |            |

| エスタディオ・モヌメンタル・アントニオ・ベスプチオ・リベルティ（ブエノスアイレス） 観客数: 46,500人 主審: マリオ・サンチェス・ヤンテン |

| 2001年6月3日 16:00 (UTC-4) |

| ボリビア                                                              | 5 - 0    | ベネズエラ |
| バルディビエソ 32分, 68分 · ボテロ 35分, 50分 · フスティニアーノ 38分 | レポート |            |

| エルナンド・シレス競技場（ラパス） 観客数: 25,000人 主審: ホセ・カルピオ |

| 2001年7月1日 16:00 (UTC-3) |

| ウルグアイ               | 1 - 0    | ブラジル |
| マガジャネス 33分 (pen.) | レポート |          |

| エスタディオ・センテナリオ（モンテビデオ） 観客数: 61,249人 主審: ヒュー・ダラス |

### 第14節
| 2001年8月14日 19:00 (UTC-4) |

| ベネズエラ                  | 2 - 0    | ウルグアイ |
| モラン 52分 · ロンドン 90分 | レポート |            |

| エスタディオ・ホセ・パチェンチョ・ロメロ（マラカイボ） 観客数: 8,500人 主審: アントニオ・マルフォ・メンドーサ |

| 2001年8月14日 21:30 (UTC-4) |

| チリ              | 2 - 2    | ボリビア                                     |
| サラス 35分, 75分 | レポート | バルディビエソ 19分 (pen.) · コインブラ 71分 |

| エスタディオ・ナシオナル（サンティアゴ） 観客数: 34,657人 主審: ダニエル・ヒメネス |

| 2001年8月15日 16:00 (UTC-5) |

| エクアドル | 0 - 2    | アルゼンチン                       |
|            | レポート | ベロン 19分 · クレスポ 34分 (pen.) |

| エスタディオ・オリンピコ・アタウアルパ（キト） 観客数: 38,156人 主審: ステファノ・ブラッシ |

| 2001年8月15日 21:40 (UTC-3) |

| ブラジル                           | 2 - 0    | パラグアイ |
| マルセリーニョ 4分 · リバウド 69分 | レポート |            |

| エスタジオ・オリンピコ・モヌメンタル（ポルトアレグレ） 観客数: 48,000人 主審: ヘルムート・クルーク |

| 2001年8月16日 20:00 (UTC-5) |

| コロンビア | 0 - 1    | ペルー        |
|            | レポート | ソラーノ 47分 |

| エスタディオ・ネメシオ・カマーチョ（ボゴタ） 観客数: 33,875人 主審: フェリペ・ラモス |

### 第15節
| 2001年9月4日 20:00 (UTC-3) |

| チリ | 0 - 2    | ベネズエラ                  |
|      | レポート | パエス 56分 · アランゴ 62分 |

| エスタディオ・ナシオナル（サンティアゴ） 観客数: 30,000人 主審: レネ・オルトゥベ |

| 2001年9月4日 21:00 (UTC-5) |

| ペルー | 0 - 2    | ウルグアイ                |
|        | レポート | シルバ 11分 · レコバ 45分 |

| エスタディオ・ナシオナル（リマ） 観客数: 36,226人 主審: アンデルス・フリスク |

| 2001年9月5日 19:00 (UTC-4) |

| パラグアイ                                                                    | 5 - 1    | ボリビア  |
| パレデス 33分 · カルドーソ 45分, 89分 · チラベルト 50分 · サンタ・クルス 69分 | レポート | パス 15分 |

| エスタディオ・ディフェンソーレス・デル・チャコ（アスンシオン） 観客数: 25,000人 主審: ルイス・ソロルサーノ |

| 2001年9月5日 20:00 (UTC-3) |

| アルゼンチン                         | 2 - 1    | ブラジル            |
| ガジャルド 76分 · クリス 84分 (o.g.) | レポート | アジャラ 2分 (o.g.) |

| エスタディオ・モヌメンタル・アントニオ・ベスプチオ・リベルティ（ブエノスアイレス） 観客数: 51,000人 主審: ウルス・マイヤー |

| 2001年9月5日 20:30 (UTC-5) |

| コロンビア | 0 - 0    | エクアドル |
|            | レポート |            |

| エスタディオ・ネメシオ・カマーチョ（ボゴタ） 観客数: 28,487人 主審: ユスフ・アル・アキリ |

### 第16節
| 2001年10月6日 16:00 (UTC-4) |

| ボリビア      | 1 - 5    | エクアドル                                                                                |
| ガリンド 59分 | レポート | デ・ラ・クルス 13分 · デルガド 23分 · カビエデス 56分 · フェルナンデス 89分 · ゴメス 90分 |

| エルナンド・シレス競技場（ラパス） 観客数: 8,000人 主審: アンヘル・サンチェス |

| 2001年10月6日 19:30 (UTC-4) |

| ベネズエラ                          | 3 - 0    | ペルー |
| アルバラド 54分, 77分 · モラン 80分 | レポート |        |

| エスタディオ・ポリデポルティーボ・デ・プエブロ・ヌエボ（サン・クリストバル） 観客数: 17,220人 主審: マリオ・サンチェス・ヤンテン |

| 2001年10月7日 16:00 (UTC-3) |

| ウルグアイ               | 1 - 1    | コロンビア          |
| マガジャネス 34分 (pen.) | レポート | バレンティエラ 67分 |

| エスタディオ・センテナリオ（モンテビデオ） 観客数: 60,000人 主審: ピエルルイジ・コッリーナ |

| 2001年10月7日 16:00 (UTC-3) |

| ブラジル                        | 2 - 0    | チリ |
| エジウソン 52分 · リバウド 63分 | レポート |      |

| エスタジオ・コウト・ペレイラ（クリチバ） 観客数: 52,000人 主審: オラシオ・エリソンド |

| 2001年10月7日 18:15 (UTC-3) |

| パラグアイ                             | 2 - 2    | アルゼンチン                                  |
| チラベルト 51分 (pen.) · モリニゴ 70分 | レポート | ポチェッティーノ 67分 · バティストゥータ 73分 |

| エスタディオ・ディフェンソーレス・デル・チャコ（アスンシオン） 観客数: 45,000人 主審: ヒルベルト・イダルゴ |

### 第17節
| 2001年11月7日 16:00 (UTC-5) |

| コロンビア                                               | 3 - 1    | チリ          |
| グリサレス 19分 · アンヘル 67分 (pen.) · ゴンサレス 68分 | レポート | リベロス 39分 |

| エスタディオ・ネメシオ・カマーチョ（ボゴタ） 観客数: 16,050人 主審: ダニエル・ヒメネス |

| 2001年11月7日 16:00 (UTC-5) |

| エクアドル      | 1 - 1    | ウルグアイ           |
| カビエデス 72分 | レポート | オリベラ 43分 (pen.) |

| エスタディオ・オリンピコ・アタウアルパ（キト） 観客数: 40,000人 主審: フェリペ・ラモス |

| 2001年11月7日 20:00 (UTC-4) |

| ボリビア                              | 3 - 1    | ブラジル        |
| パス 42分 · バルディビエソ 70分, 89分 | レポート | エジウソン 26分 |

| エルナンド・シレス競技場（ラパス） 観客数: 32,574人 主審: ルイス・ソロルサーノ |

| 2001年11月8日 18:00 (UTC-3) |

| アルゼンチン                  | 2 - 0      | ペルー |
| サムエル 46分 · C.ロペス 84分 | (レポート) |        |

| エスタディオ・モヌメンタル・アントニオ・ベスプチオ・リベルティ（ブエノスアイレス） 観客数: 18,901人 主審: ホルヘ・ラリオンダ |

| 2001年11月8日 19:00 (UTC-4) |

| ベネズエラ                                   | 3 - 1    | パラグアイ         |
| モラン 2分 · ノリエガ 22分 · ゴンサレス 40分 | レポート | アルセ 28分 (pen.) |

| エスタディオ・ポリデポルティーボ・デ・プエブロ・ヌエボ（サン・クリストバル） 観客数: 22,500人 主審: オラシオ・エリソンド |

### 第18節
| 2001年11月14日 20:30 (UTC-5) |

| ペルー     | 1 - 1    | ボリビア            |
| アルバ 8分 | レポート | カスティージョ 87分 |

| エスタディオ・モヌメンタル（リマ） 観客数: 2,374人 主審: エクトル・バルダッシ |

| 2001年11月14日 20:40 (UTC-3) |

| ウルグアイ  | 1 - 1    | アルゼンチン  |
| シルバ 19分 | レポート | C.ロペス 44分 |

| エスタディオ・センテナリオ（モンテビデオ） 観客数: 48,100人 主審: マルクス・メルク |

| 2001年11月14日 20:40 (UTC-3) |

| チリ | 0 - 0    | エクアドル |
|      | レポート |            |

| エスタディオ・ナシオナル（サンティアゴ） 観客数: 19,237人 主審: フアン・パニアグア |

| 2001年11月14日 20:40 (UTC-3) |

| パラグアイ | 0 - 4    | コロンビア                                                     |
|            | レポート | アリスティサバル 24分, 34分 (pen.), 62分 · カスティージョ 82分 |

| エスタディオ・ディフェンソーレス・デル・チャコ（アスンシオン） 観客数: 25,000 主審: グラハム・ポール |

| 2001年11月14日 20:40 (UTC-3) |

| ブラジル                            | 3 - 0    | ベネズエラ |
| ルイゾン 12分, 19分 · リバウド 34分 | レポート |            |

| エスタジオ・ゴヴェルナドール・ジョアン・カステロ（サン・ルイス） 観客数: 65,000人 主審: ダニエル・ヒメネス |